# Tradition
Tradition (lat. tradere overgive) er et ritual, som gentages årligt over flere generationer. For eksempel er det i dag tradition i Danmark og mange andre lande at anskaffe et juletræ i løbet af december måned og eventuelt danse omkring det ved fejring af julen. Et andet eksempel på tradition er overlevering af skrifter, skikke og ord inden for religiøse sammenhænge.

I forbindelse med begrebet tradition er det væsentligt at kende traditionens oprindelse, så der kan tages udgangspunkt i tid og sted. Modernisering eller ændring af traditionen vil efterfølgende kunne registreres historisk. 
Traditionalisme er hævdelse af specielt religiøs tradition over for rationel kritik, der ikke respekterer traditionens irrationelle virkelighed og accept af traditionen.